# هندون (لندن)
هندون (بالإنجليزية: Hendon)‏ هي منطقة حضرية في بلدية بارنت في شمال غرب لندن؛ على بعد 7 أميال (11 كيلومترًا) إلى الشمال الغربي من تشارينغ كروس. كانت هندون فيما مضى ممتلكات مجمعة ورعية في مقاطعة ميدلسكس، وكانت بلدية سابقة تُعرف باسم بلدية هندون المحلية؛ وقد أصبحت جزءًا من لندن الكبرى منذ عام 1965. تقع هندون تقريبًا بالكامل ضمن الرمز البريدي NW4، بينما تقع جزء غرب هندون في NW9. كولينديل إلى الشمال الغرب كانت في السابق تُعتبر جزءًا من هندون ولكنها اليوم منفصلة عنها بواسطة طريق الموتوراي M1.
تشتهر المنطقة بشكل أساسي بمطار لندن الذي أصبح فيما بعد مطار القوات الجوية الملكية هندون؛ حيث تم تحويل موقع القاعدة الجوية تدريجياً إلى مشروعات سكنية ابتداءً من عام 1972، بالإضافة إلى أنه أصبح موقعاً لمتحف القوات الجوية الملكية. وصلت السكك الحديدية إلى هندون في عام 1868 بإنشاء محطة هندون على خط القطارات الرئيسي للميدلاند، تلاها الخط السككي تحت الأرض في الجزء الشرقي تحت اسم هندون سنترال في عام 1923. وفي عقد 1890 تطورت شارع برينت كمركز تجاري للمنطقة. وتشكل تباين إجتماعي بين المناطق العليا في هندون والأراضي المنخفضة حول محطة السكة الحديدية.
تقع هندون على مقربة من العديد من الطرق الرئيسية، وتحديدًا الطريق A41 والطريق الدائري الشمالي A406 والطريق A1 والطريق السريع M1. وفي الوقت الحالي، تعتبر هندون موطنًا لنادي الرغبي الاتحادي ساراسنز الذي يتخذ ملعب كوبثول مقرًا له، وهي أيضًا موطن لجامعة ميدلسكس. وتُمثل في البرلمان من خلال دائرتها الانتخابية نفسها، التي تشمل أيضًا إيدجوير وميل هيل.

## التاريخ والمكان

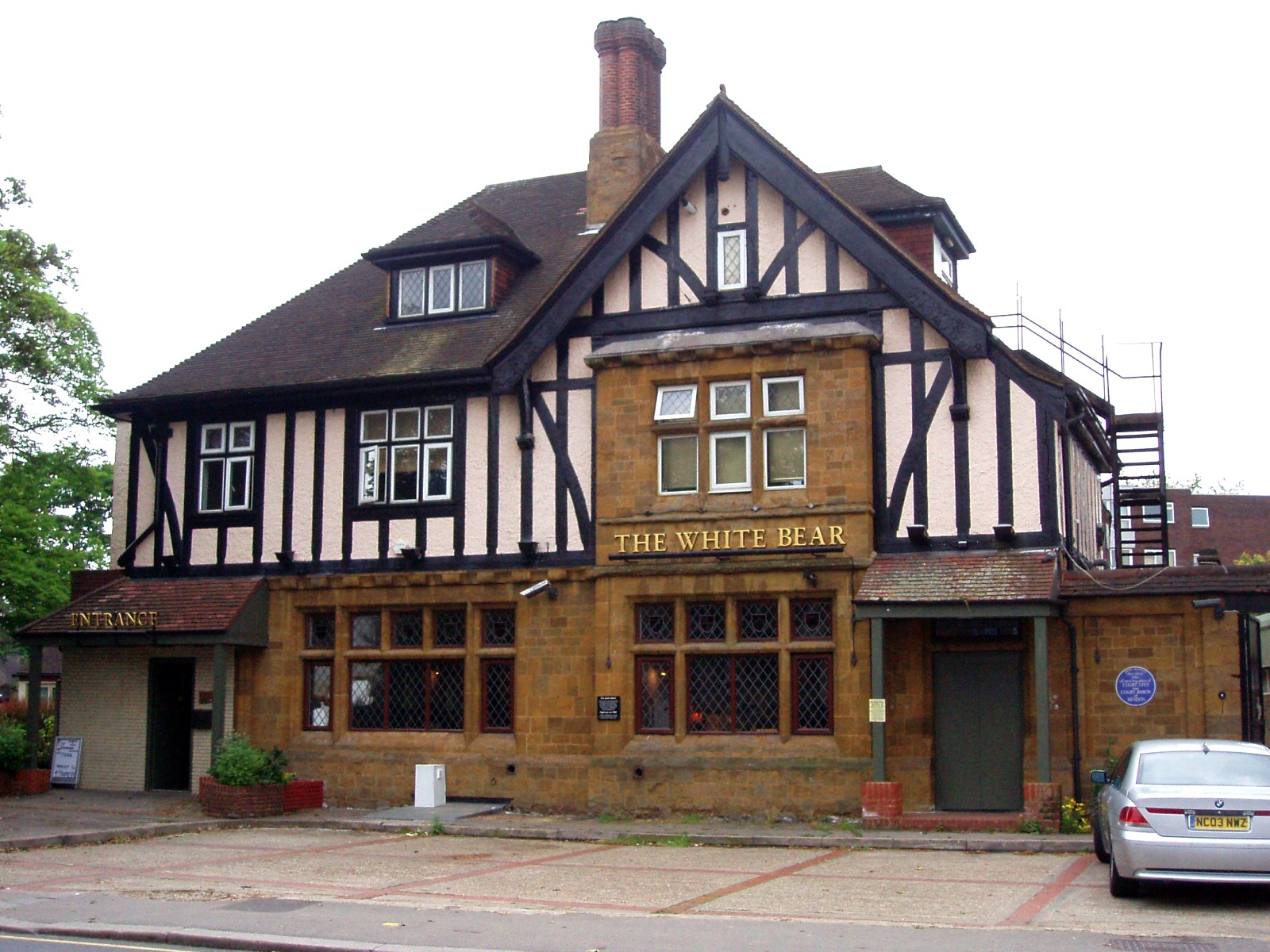
حانة الدب الأبيض السابقة.

اسم هندون يعني المكان العالي أو المنخفض، وشعار هندون هو "المثابرة". كانت هندون في العصور القديمة كانت تعتبر ضمن البلدة المدنية في مئة غور، وذلك في مقاطعة ميدلسكس. تُوصف الممتلكات في هندون في سجل دومسدي (1087)، لكن الاسم "هندون"؛ الذي يعني "في أعلى التلة" - يعود إلى أصول سابقة. أُكتشفت أدلة على وجود مستوطنة رومانية من قبل أعضاء جمعية هندون وجمعية أثرية منطقة هندون وآخرين؛ وعُثر على دفنة أورن لجسم طفل بدون رأس في حديقة ساني هيل.
بُنيت سكك السكة الحديدية لشركة السكك الحديدية الميدلاند وشركة السكك الحديدية الكبرى خلال الستينيات من القرن التاسع عشر عبر هندون. وصلت الخط السككي تحت الأرض (الخط الشمالي) إلى جولدرز غرين في الجنوب في عام 1907، وتم تمديد الخط إلى هندون سنترال وكولينديل وإيدجوير في عامي 1923 و 1924.
تطوّرت معظم المنطقة لتصبح ضاحية للندن، واليوم تكون المنطقة في معظمها مبنية بشكل كبير مع بعض المناطق الريفية في منطقة ميل هيل، مثل ملاعب كوبثال الرياضية. كانت صناعة هندون تتمحور بشكل رئيسي حول التصنيع، وتشمل أعمالًا في صناعة السيارات والطيران، وقد تطورت منذ عقد 1880. في عام 1931، أُلغيت البلدة المدنية إيدجوير وأُضيفت مساحتها إلى البلدة المدنية الكبرى لـهندون. وهذا يعني أن هندون شملت كل مكان من إيدجوير وميل هيل إلى جولدرز جرين وتشايلدز هيل وهامبستيد جاردن سوبورب.
أصبحت هندون منطقة حضرية في عام 1894. وفي عام 1932، تحولت المنطقة الحضرية إلى بلدية هندون المحلية.أُلغيت البلدية المحلية في عام 1965، وأصبحت المنطقة جزءًا من بلدية لندن بارنت.
تعود شهرة هندون الرئيسية إلى الأيام الأولى للطيران، وأصبح مطار هندون الآن متحف سلاح الجو الملكي البريطاني. المنطقة مرتبطة ارتباطًا وثيقًا بالطيار الرائد كلود غراهام وايت، وجزء آخر من موقع المطار هو كلية هندون للشرطة، مركز تدريب شرطة لندن الكبرى. ويتضمن كتاب تذكار شرطة لندن الكبرى. في مدخل قاعة سيمبسون في المركز. توجد أيضًا حديقة تذكارية.
في عام 1976، تم بناء وافتتاح مركز تسوق برينت كروس في الطرف الجنوبي لـ هندون، إلى الشمال من الطريق الدائري الشمالي.
جمعية هندون ومنطقتها للآثار اكتشفت عددًا من القطع الأثرية الرومانية الشيقة في منطقة نهاية الكنيسة، ولكن لم تصل إلى أي استنتاج قاطع، وقد يكون التوطن الساكسوني القريب من كنيسة سانت ماري ليس استمرارًا للوجود الروماني السابق لها. سجل الدومسدي ذكر كاهنًا، وتم وثيقة بناء كنيسة في عام 1157. أقدم هيكل للكنيسة الحالية يعود إلى القرن الثالث عشر. وكانت البرج الذي يبلغ ارتفاعه 50 قدمًا (حوالي عام 1450) تم ترميمه بشكل كبير في القرن الثامن عشر عندما تمت إضافة سندان بشكل طائر في شكل "حمل وراية"، وهو شعار القديس يوحنا.
ومع ذلك، يكرس الكنيسة للقديسة مريم، وهو لغز يتحدى مؤرخي المنطقة حتى اليوم. قد يكون ذلك علامة على عبادة مريم المجدلية (التي تعتبر هرطقة) والتي يُقال إنها تم تعزيزها من قبل فرسان المعبد وخلفاؤهم. وُسعت الكنيسة بشكل كبير من الجهة الشرقية بين عامي 1913-1915 وفقًا لتصميمات المهندس المعماري تيمبل مور، الأمر الذي زاد من حجم الكنيسة بشكل كبير.
ستامفورد رافلز، مؤسس سنغافورة في عام 1819، توفي في منزله في ميل هيل القريبة ودُفن في الكنيسة. وقبر آخر ذو شهرة في ساحة الكنيسة هو لمدير كرة القدم هيربرت تشابمان الذي حقق نجاحًا كبيرًا أثناء توليه تدريب أندية نورثهامبتون تاون وليدز سيتي وهدرسفيلد تاون، وأخيرًا نادي آرسنال قبل وفاته المفاجئة بسبب التهاب رئوي في عام 1934. من الممكن أن يكون برام ستوكر قد كان في ذهنه مقبرة سانت ماري عندما أبدع مكان الدفن الخيالي "كينغستيد"، المكان الذي أُلقي فيه جثمان لوسي ويستينرا بعدما توفيت في روايته "دراكولا". ومع ذلك، تُعد ساحة كنيسة سانت ماري أيضًا مكانًا لقرار الروح الأكثر نفعًا، وهي زوجة كوفنتري باتمور إيميلي، النموذج للقصيدة "الملاك في البيت" (1854)، والتي أسست على أساسها الفكرة الفيكتورية للرعاية المنزلية "ملاك العائلة".
بالقرب من الكنيسة على قمة تل الجرايهاوند يقع مقهى غرايهاوند، الذي تم إعادة بناؤه في عام 1898. كان يُطلَق عليه في الأصل اسم "بيت الكنيسة"، وكان يُستخدَم لعقد اجتماعات الجمعية الكنسية منذ القرن السابع عشر وحتى عام 1878. في عام 1676، اندلع حريق في المقهى، الذي كان يُعرف بالغرايهاوند في ذلك الوقت. في عام 1855 تأسست فرقة إطفاء، وتم تغيير اسمها إلى فرقة إطفاء هندون التطوعية في عام 1866، وكانت هناك محرك إطفاء يدوي تُحفظ في مبنى قريب من الكنيسة.
إلى الغرب الأبعد، بجوار مقهى الغرايهاوند، يقع أقدم مبنى في هندون، وهو مزرعة تعود إلى القرن السابع عشر والتي أصبحت فيما بعد متحف مزرعة الكنيسة السابق (1955-2011)، وهو الآن جزء من حرم جامعة ميدلسكس القريبة.

مقهى خاتم الكلاداه، المعروف سابقًا باسم منتصف السلاح، في شارع الكنيسة بـ هندون، يقع على بعد أكثر من تسعة أميال تقريبًا من آثينري (انظر الصورة). إشارة المقهى تحمل الطابع الأيرلندي بصدق، مما يسعد الجالية الأيرلندية الكبيرة في هذه المنطقة. بالقرب من محطة هندون، تم افتتاح مقهى ميدلاند هوتيل في عام 1890 من قبل شركة السكك الحديدية الميدلاند لتقديم المشروبات السائلة للمسافرين الذين يستخدمون السكك الحديدية الميدلاند. في الوقت الذي كانت فيه هاتين المقهى مفتوحتين، كان يُعرف منتصف السلاح (خاتم الكلاداه) بالمنتصف العلوي وكان ميدلاند هوتيل يُعرف بالمنتصف السفلي. الصلة الأيرلندية بـ هندون تعود على الأقل إلى أوائل القرن التاسع عشر عندما جاء كثيرون من هذا البلد هنا لصنع القش، من أجل الذي كانت هندون مشهورة آنذاك.

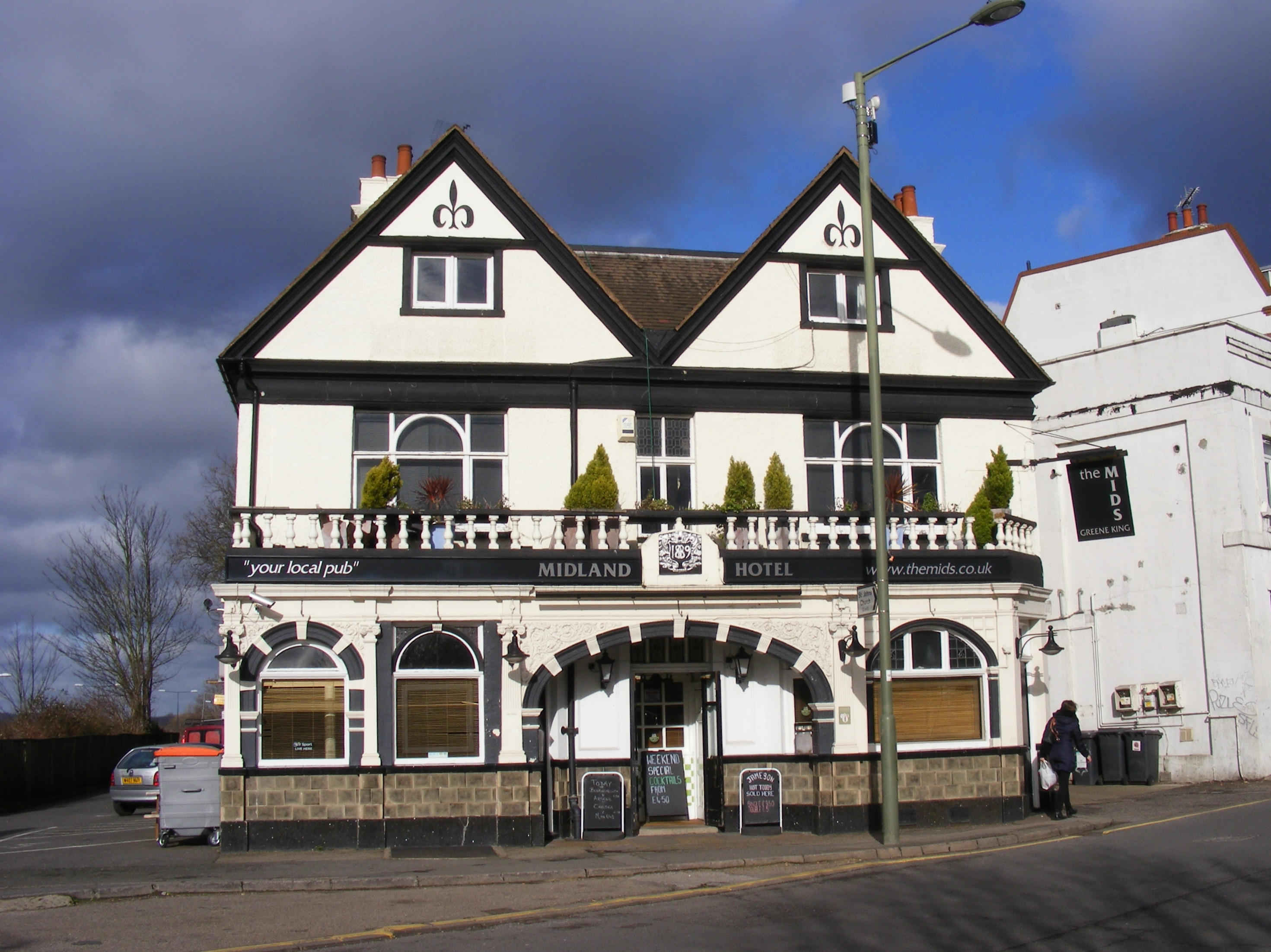
فندق ميدلاند (بني عام 1889) بجوار محطة هندون، غرب هندون

### بوروز
كان ذا باروز تجمعًا مميزًا حتى نهاية القرن التاسع عشر، ويظهر على خريطة المنطقة لعام 1873 من الخدمة الجيولوجية البريطانية. والاسم، المعروف منذ عام 1316 حتى القرن التاسع عشر باسم "ذا باروز"، يشير بلا شك إلى تربية أرانب الأرانب.
كان هناك نزل ومشروبات مُصنعة في القرن السادس عشر للمسافرين، وربما كان يُطلَق عليه الاسم "الدب الأبيض"، والذي سُمِّي به منذ عام 1736، وتم إعادة بناؤه في عام 1932. هنا، تُعقد "محاكم الليت"، بناءً على التقليد الإقطاعي، حتى عام 1916، لضمان حقوق سيد المنطقة في السيطرة على الرعية المتحررة بزيادة، ومعاقبة المنتهكين، وتحديد "رسوم الإيجار" لأولئك الذين قاموا ببناء على أراضي المنطقة وأراضي الإفراغ.
كانت هناك مصارعة الديوك خلال عشرينيات القرن التاسع عشر، وسباق الخيل في ستينيات القرن التاسع عشر؛ بحلول هذا الوقت، كان يتم عادة التعاقد مع صانعي التبن مباشرة من إيرلندا.

من عام 1735 حتى عام 1934، كان هناك دار فقراء تضم ستة منازل صغيرة تستخدم لإيواء المسنين في الأبرشية (وتُطلق عليها أحيانًا بشكل خاطئ "دور الصدقة"). توقفت دور العمل الفقير عن العمل عندما افتتح "دور العمل المشترك لهندون" في عام 1835، في مكان كان يُعرف آنذاك بـ "التلة الحمراء" والتي تُعرف الآن بـ بيرنت أوك. مع تأسيس لجنة محلية في عام 1879، أُستخدمت المباني لاحقًا كمكاتب.

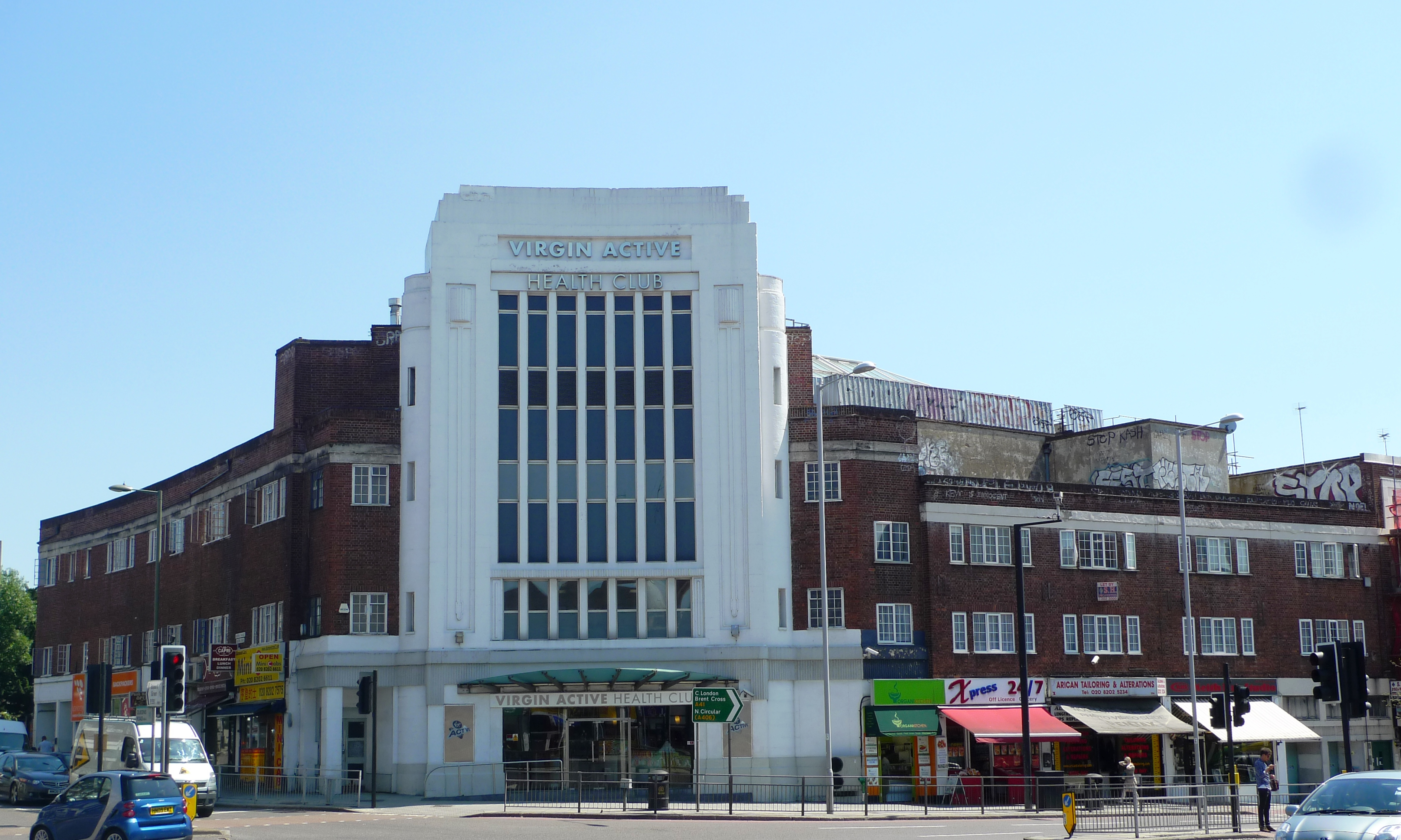
صالة رياضية سابقة، والآن تُديرها منظمة نافيلد هيلث، على تقاطع هندون المركزي.

في هذه الفترة نفسها، تم تأسيس ثلاث مؤسسات دينية. الأولى كانت كنيسة ميثودية في عام 1827، وكان يمكن الوصول إليها عبر ممر بنفس الاسم. الثانية كانت كنيسة كاثوليكية رومانية، فيما بعد سُمِّيت باسم كنيسة سيدتنا للأحزان (1863، وأُعيد تشكيلها في 1927). وكانت هناك مجموعة صغيرة من المتاجر القريبة بحلول عقد 1880. تم بناء الكنيسة الميثودية الحديثة، التي صممها ويلتش ولاندر، في عام 1937.
كانت جروف هاوس (أو هندون جروف)، التي تم بناؤها قبل عام 1753، مستشفى نفسيًا خاصًا بحلول عام 1900؛ تم هدمها في عام 1933، بعد أن فقدت الكثير من جدارها الأمامي الأصلي للبناء. أصبحت الممتلكات المتبقية حديقة عامة، مع شائعات عن وجود نفق سري. تبقى العديد من المنازل الجميلة من القرنين الثامن عشر والتاسع عشر. أسست الخادمات الفقيرات ليسوع المسيح دير سانت جوزيف في عام 1882، وقد أضافوا مدرسة بحلول عام 1900.

### غرب هندون وهايد

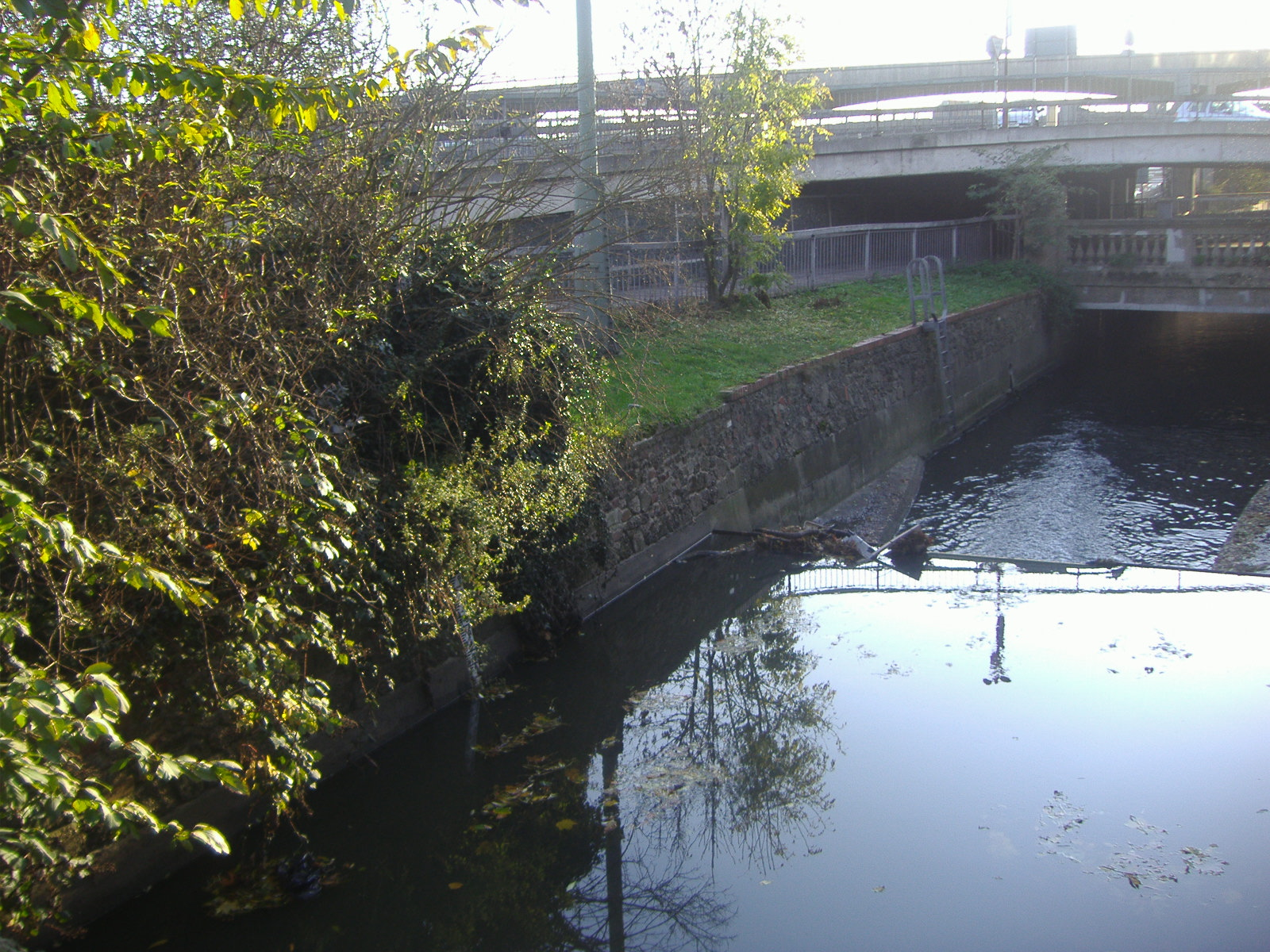
نهر برنت في هندون

مقهى خاتم الكلاداه، المعروف سابقًا باسم منتصف السلاح، في شارع الكنيسة بـ هندون، يقع على بعد أكثر من تسعة أميال تقريبًا من آثينري (انظر الصورة). إشارة المقهى تحمل الطابع الأيرلندي بصدق، مما يسعد الجالية الأيرلندية الكبيرة في هذه المنطقة. بالقرب من محطة هندون، تم افتتاح مقهى ميدلاند هوتيل في عام 1890 من قبل شركة السكك الحديدية الميدلاند لتقديم المشروبات السائلة للمسافرين الذين يستخدمون السكك الحديدية الميدلاند. في الوقت الذي كانت فيه هاتين المقهى مفتوحتين، كان يُعرف منتصف السلاح (خاتم الكلاداه) بالمنتصف العلوي وكان ميدلاند هوتيل يُعرف بالمنتصف السفلي. الصلة الأيرلندية بـ هندون تعود على الأقل إلى أوائل القرن التاسع عشر عندما جاء كثيرون من هذا البلد هنا لصنع القش، من أجل الذي كانت هندون مشهورة آنذاك. 
إلى الشمال، كانت هايد موقع محكمة هندون التي اُفتُتِحَت في عام 1913، وكانت هناك أيضًا حمام سباحة في الهواء الطلق تم بناؤه بحلول عام 1922.

### شارع بارسون وهولدرز هيل

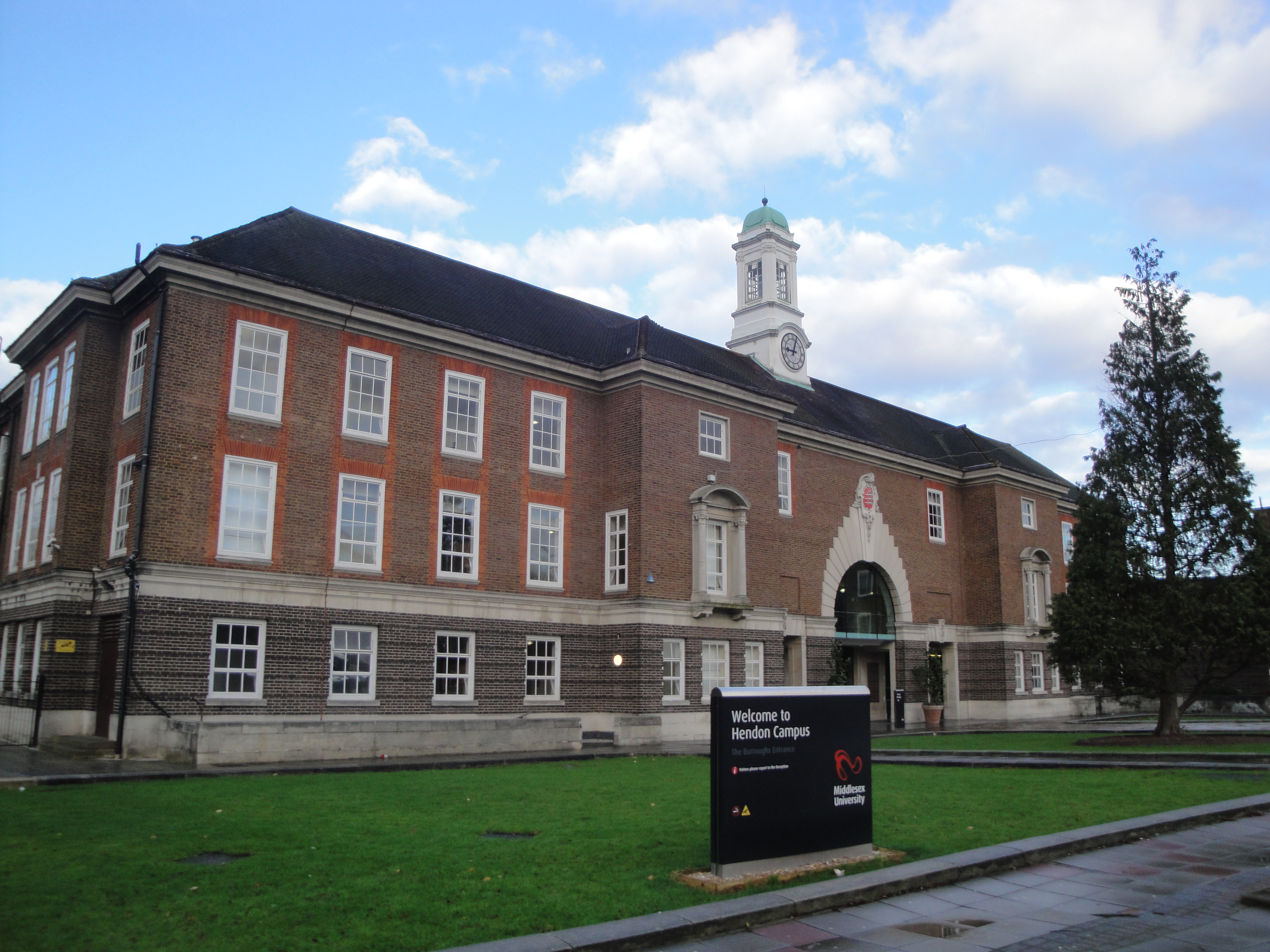
جامعة ميدلسكس.

خلال القرن الثامن عشر، تم بيع بعض الممتلكات الفورية المحيطة بـ هندون بلايس في مزاد علني لبناء منازل كبيرة، حيث تم استخدام معظم الأرض لبناء قصور آخرى. من بين هذه القصور، هندون هول (والذي كان فيما بعد فندقًا يملكه فنادق هاند بيكد ولكنه تم هدمه الآن)، الذي تم بناؤه في عام 1756 على زاوية شارع أشلي، كان آخر القصور المتبقية وربما الأكثر شهرة. ويعتبر ادعاء أن الممثل ديفيد غاريك عاش هنا أثناء كونه سيد المنطقة (1765-1779) لا أساس له. كان يقف في حديقة الفندق نصب صغير بشكل مخصص لشكسبير وديفيد غاريك، وكان يقف في الأصل في طريق قاعة مانور حتى عام 1957. تم العثور على لوحة سقفية للفنان تيبولو بعنوان "أوليمبيا والقارات الأربع" في عام 1954، وهي الآن في متحف متروبوليتان؛  لكن لا تزال هناك لوحتان كبيرتان أخريان للسقف في المنزل.

قام السيد سومرفيل بتخطيط طرق ويفرلي جروف وتينتردن جروف في ستينيات القرن التاسع عشر، وبحلول نهاية القرن

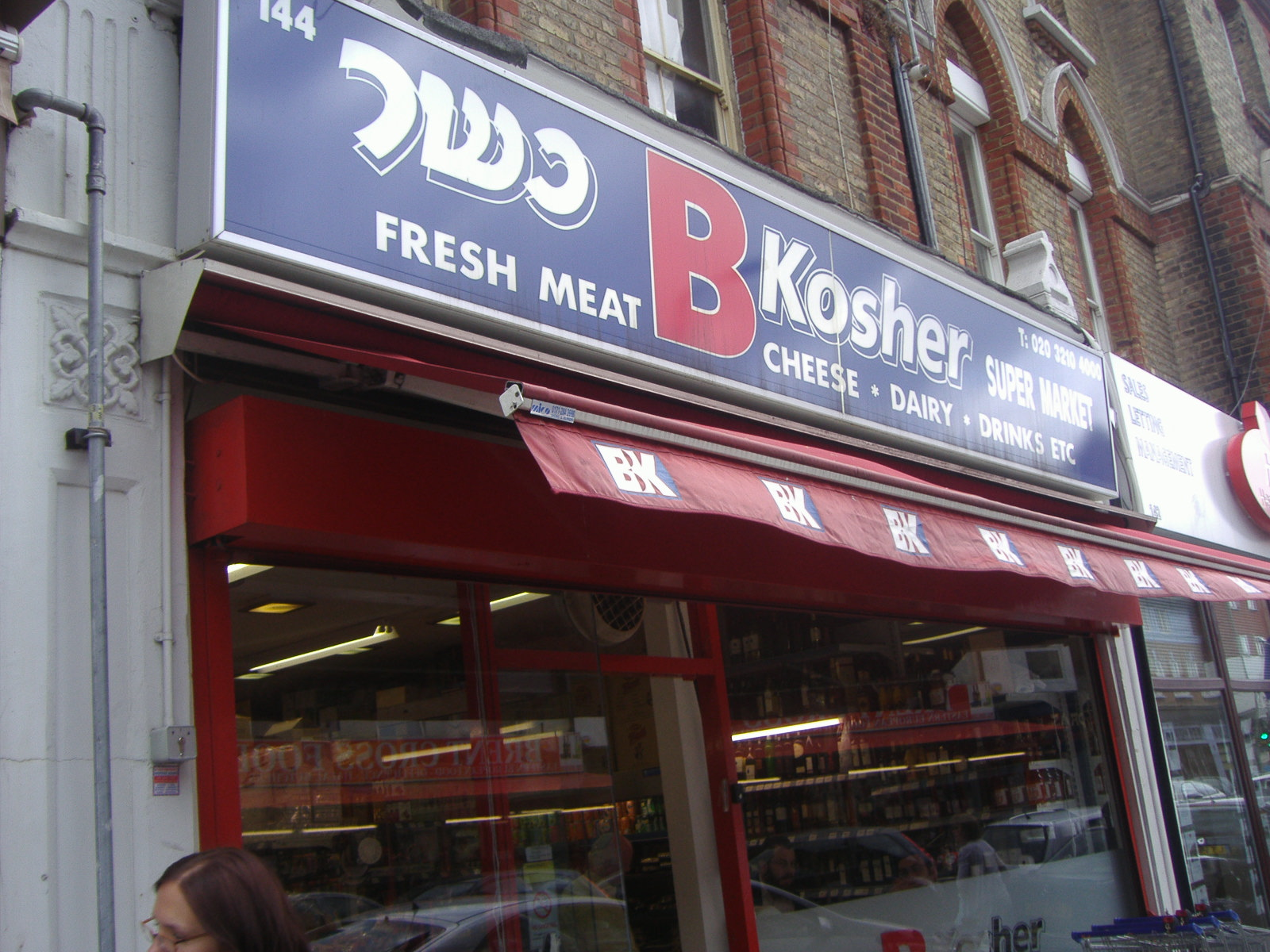
متجر كوشير في هندون.

التاسع عشر شهدت الممتلكات تطويرًا إضافيًا على يد سي. إف. هانكوك، بما في ذلك بناء المنازل. على شارع بارسون، كانت سانت سويثانز لسنوات عديدة ديرًا وبيتًا لتدريب راهبات سيدات ناصرين. الآن هي مدرسة يهودية. وإلى الشمال بمزيد من الاتجاه تقع قصر هولدرز هيل، الذي يعرف الآن بمدرسة هاسمونيان العليا. 

### مركز هندون
تحتوي هذه المنطقة المزدحمة الواقعة حول تقاطع طرق رئيسي على عروض من المحلات التجارية ومحطة مترو أنفاق هندون المركزية .  قبل قدوم القطار الأنفاق، كانت المنطقة مجرد حقول مفتوحة. أُفتتحت المحطة في عام 1923، وتم بناؤها عند تقاطع طريق واتفورد الجديد وطريق من شارع برينت إلى محطة السكك الحديدية لشركة الميدلاند في ويست هندون. تم بناء دوار كبير أمام المحطة وتم بناء محلات ومكاتب. اشتهرت شركة السكك الحديدية الكهربائية في لندن بها باعتبارها "بيكاديلي سيركس في شمال غرب لندن". خلال عام 1923، تم بناء 687 منزلًا وما إلى ذلك وتمت الموافقة على خطط لبناء 1500 منزل آخر.  وهكذا تطورت المنطقة وأصبحت المنطقة المحيطة بالمحطة مركزًا مهمًا للتسوق لهندون.

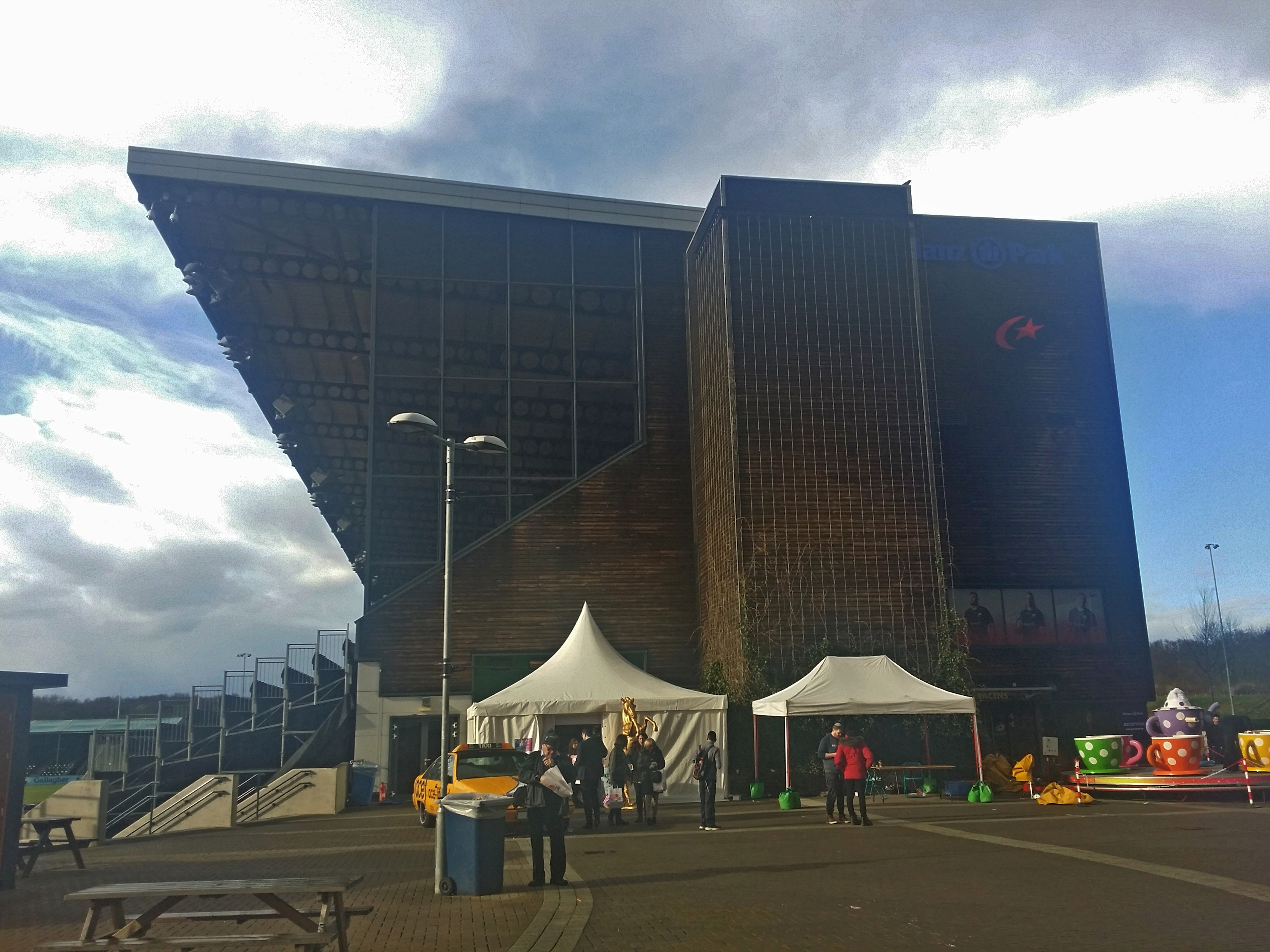
ملعب كوبثال "أليانز بارك".

## الجغرافيا
نهر برينت يجري عبر هندون. في 30 نوفمبر 2009، حذرت وكالة البيئة السكان من فيضانات على طول نهر برينت من هندون إلى برنتفورد، بعد يوم من الأمطار الغزيرة بشكل ملحوظ. تعرضت العديد من المباني مؤقتًا للفيضان في برنتفورد وبيريفال.

## الديموغرافيا
وفقًا لتعداد عام 2011 في حي هندون، كانت 60٪ من السكان من العرق الأبيض، حيث كان البريطانيون من أصول بيضاء الأكبر بنسبة 35٪، تليهم 25٪ من أصول بيضاء أخرى. وبلغت نسبة الهنود 17٪، والسود الأفارقة 7٪، والآسيويين الآخرين 5٪، والصينيين 4٪. يتميز هندون بوجود نسبة عالية من السكان اليهود. 

## التعليم
تشمل المدارس الثانوية في المنطقة مدرسة هندون ،  مدرسة هاشمونيان ومدرسة سانت ماري وسانت جون للتعليم الابتدائي. كلية برامبتون هي كلية خاصة للصف السادس تقع في المنطقة. هندون هي أيضًا موطن لجامعة ميدلسكس .

## الرياضة
هندون هي موطن نادي الرغبي الاتحادي سيراسينز، في ملعب كوبثال. ويقع نادي هندون للرغبي الاتحادي بجوار سيراسينز، وهو نادي الرغبي الأماتوري المحلي. أما فيما يتعلق بكرة القدم المحلية، فإن نادي هندون لكرة القدم. وحتى وقت قريب كان هناك نادٍ محلي لألعاب القوى. يوجد في هندون أيضًا نادي جولف  ومركز ترفيهي. نادي الهوكي للسيدات المحلي هو نادي هندون وميل هيل للهوكي.